# 산청 도전리 마애불상군
산청 도전리 마애불상군(山淸 道田里 磨崖佛像群)은 대한민국 경상남도 산청군 생비량면 도전리 부처덤이라 불리는 구릉 남쪽의 자연석 암벽에 새겨진 고려시대의 마애불 군이다. 1982년 8월 2일 경상남도의 유형문화재 제209호 도전리마애불상군으로 지정되었다가, 2018년 12월 20일 현재의 명칭으로 변경되었다.

## 개요
경상남도 산청군 생비량면 도전리 부처덤이라 불리는 구릉 남쪽의 자연석 암벽에 새겨진 것으로 현재 약 29구가 남아 있다. 이들은 절벽에 4층으로 줄을 지어 새겨졌는데 1층 14구, 2층 9구, 3층 3구, 4층 3구 등으로 배치되었고 크기는 30㎝ 내외이다.
대개 연꽃이 새겨진 대좌(臺座)위에 앉아 있고 얼굴은 둥글며 단아하지만 눈·코 ·입의 마멸이 심하다. 몸은 사각형이면서도 단정하고, 양 어깨를 가리며 입은 옷은 밀집되게 나타내어 신라말 고려초 특히 고려시대 불상의 특징이 강하게 엿보인다. 대개는 비슷한 모습으로 새겨졌으나 옷모양, 손모양 등 세부표현에서는 다소 차이를 보인다.
특이한 불상군의 구성은 당시의 특징적인 배치 방법으로 주목되며, 이에 대한 깊은 연구가 이루어지면 그 중요성은 한결 높아질 것으로 생각된다.

## 참고 문헌
- 산청 도전리 마애불상군 - 국가유산청 국가유산포털